# Сен-Флур (округ)
Округ Сен-Флур (фр. Arrondissement de Saint-Flour) — округ у Франції, в департаменті Канталь. 2023 року округ об'єднував 98 муніципалітетів, населення становило 37 147 осіб.
Адміністративний центр (супрефектура) — Сен-Флур.

## Муніципалітети
Список муніципалітетів округу та їхні коди INSEE:
1. Алланш (15001)
2. Аллез (15002)
3. Альбеп'єрр-Бредон (15025)
4. Англар-де-Сен-Флур (15005)
5. Андела (15004)
6. Антерріє (15007)
7. Боннак (15022)
8. Брезон (15026)
9. Вабр (15245)
10. Валюежоль (15248)
11. Валь-д'Аркомі (15108)
12. Вальжуз (15247)
13. Ведрин-Сен-Лу (15251)
14. Вез (15256)
15. Верноль (15253)
16. В'єйпесс (15259)
17. Вільдьє (15262)
18. Вірарг (15263)
19. Гурдьєж (15077)
20. Де-Верж (15060)
21. Дьєнн (15061)
22. Еспінасс (15065)
23. Жабрен (15078)
24. Журсак (15080)
25. Клав'єр (15051)
26. Кольтін (15053)
27. Конда (15054)
28. Коран (15055)
29. Кюссак (15059)
30. Ла-Триніта (15241)
31. Ла-Шапель-д'Аланьон (15041)
32. Ла-Шапель-Лоран (15042)
33. Лавессне (15100)
34. Лавесьєр (15101)
35. Лавіжрі (15102)
36. Лакапель-Барре (15086)
37. Ландейра (15091)
38. Ластік (15097)
39. Ле-Кло (15050)
40. Ле-Терн (15235)
41. Лейво (15105)
42. Лорі (15098)
43. Лорсьєр (15107)
44. Люгард (15110)
45. Льєтаде (15106)
46. Мальбо (15112)
47. Мантьєр (15125)
48. Марсена (15114)
49. Маршастель (15116)
50. Масьяк (15119)
51. Молед (15126)
52. Моломпіз (15127)
53. Монбудіф (15129)
54. Монгреле (15132)
55. Моншам (15130)
56. Морин (15121)
57. Мюра (15138)
58. Нарнак (15139)
59. Невегліз-сюр-Трюїер (15142)
60. Нессарг-ан-Пінатель (15141)
61. Оріак-л'Егліз (15013)
62. Пейрюсс (15151)
63. П'єррфор (15152)
64. Полак (15148)
65. Поланк (15149)
66. Прадьє (15155)
67. Ражад (15158)
68. Резантьєр (15161)
69. Роффіак (15164)
70. Рюїн-ан-Маржерид (15168)
71. Сегюр-ле-Вілла (15225)
72. Сезан (15033)
73. Селу (15032)
74. Сен-Бонне-де-Конда (15173)
75. Сен-Жорж (15188)
76. Сен-Марі-ле-Плен (15203)
77. Сен-Марс'яль (15199)
78. Сен-Мартен-су-Вігуру (15201)
79. Сен-Понсі (15207)
80. Сен-Ремі-де-Шод-Ег (15209)
81. Сен-Сатюрнен (15213)
82. Сен-Флур (15187)
83. Сент-Аманден (15170)
84. Сент-Марі (15198)
85. Сент-Юрсіз (15216)
86. Сулаж (15229)
87. Таліза (15231)
88. Танавель (15232)
89. Тів'є (15237)
90. Феррієр-Сен-Марі (15069)
91. Фридфон (15073)
92. Шазель (15048)
93. Шальє (15034)
94. Шантрель (15040)
95. Шармансак (15043)
96. Шейлад (15049)
97. Шод-Ег (15045)
98. Юссель (15244)